# روبرت ليشنير
روبرت ليشنير (بالألمانية: Robert Lechner) مواليد 1967، هو دراج ألماني سابق. سبق أن شارك في دورة الألعاب الأولمبية الصيفية.

## الميداليات
| الميدالية | المسابقة                       |
| --------- | ------------------------------ |
| برونزية   | الألعاب الأولمبية الصيفية 1988 |

## روابط خارجية
- روبرت ليشنير على موقع أرشيف الدراجات (الإنجليزية)
- روبرت ليشنير على موقع أوليمبيديا (الإنجليزية)
- Profile